# Марија (име)
Марија је женско библијско име пореклом из хебрејског језика (хебр. מִרְיָם [Miryam]). У различитим језицима има различито тумачење у погледу значења. Главни облици имена су изашли из хибру, латинског и египатског језика.

## Сродна имена
- Мара
- Марина
- Маријана
- Марица
- Маринета
- Мариора
- Марита
- Маша
- Мирјам
- Мија
- Риа

## Варијације
- Мери,
- Марија,
- Марија,
- Марија,
- Мањи, имендани: 23. јануар., 2. фебруар., 11. фебруар., 2. јул.
- Мареза (мађ. Maréza), имендани: 23. јануар., 2. фебруар., 11. фебруар., 2. јул.
- Мари, имендани: 23. јануар., 2. фебруар., 11. фебруар.
- Маријела (мађ. Mariella), имендани: 23. јануар., 2. фебруар., 11. фебруар.
- Маринка (мађ. Marinka), имендани: 23. јануар., 2. фебруар., 11. фебруар.
- Маришка (мађ. Mariska), имендани: 23. јануар., 2. фебруар., 11. фебруар.
- Мими, имендани: 23. јануар., 2. фебруар.
- Моли, имендани: 23. јануар.
- Поли, имендани: 2. август.

## Имендани
- 23. јануар.
- 2. фебруар.
- 11. фебруар.
- 25. март.
- 2. април.
- 7. април.
- 26. април.
- 24. мај.
- 29. мај.
- 31. мај.
- 2. јул.
- 6. јул.
- 16. јул.
- 17. јул.
- 22. јул.
- 2. август.
- 5. август.
- 15. август.
- 22. август.
- 9. септембар.
- 12. септембар.
- 15. септембар.
- 19. септембар.
- 24. септембар.
- 3. октобар.
- 7. октобар.
- 11. октобар.
- 22. октобар.
- 21. новембар.
- 8. децембар.
- 15. децембар.
- 18. децембар.

## Познате личности
- Марија Антоанета, ћерка царице Марије Терезије, жена Луја XVI
- Марија Кири (енгл. Marie Curie), физичарка
- Амелија Ерхарт (енгл. Amelia Mary Earhart), пилот
- Марија Калас (итал. Maria Callas), оперска певачица
- Марија Медњански (мађ. Mednyánszky Mária), осамнаестострука светска шампионка у стоном тенису

### Светице
- Марија (мати Исусова)
- Марија Магдалена
- Марија Египћанка

### Владарке
- Марија Терезија, аустријска краљица
- Марија Медичи (итал. Medici Maria), француска краљица
- Мери Стјуарт (енгл. Stuart Maria), шкотска краљица
- Марија Антоанета (фр. Marie-Antoinette),
- Марија (жена Лава III)
- Марија (жена Константина V)
- Марија (жена Јована Владислава)